# 龚璛
龔璛（1266年—1331年），字子敬，号穀陽生，高郵軍高郵縣人，元朝初年詩人、書法家。
南宋司農卿龔潗之子，自高郵徙平江府吳縣。宋亡，父龔潗行至莘縣，不食而卒。龔璛與戴表元、仇遠等人友好。早為在徐琬幕下，後擔任和靖書院山長、學道書院山長。晚年以浙江儒學副提舉致仕。有《存悔齋稿》。